# 中山大学医学院
中山大学医学院（英語：School of Medicine, Sun Yat-sen University），是中山大学下属院系之一，位于中山大学深圳校区，2017年5月11日由原基础医学院（深圳）、临床医学院（深圳）调整组建，与位于广州的中山医学院平行建设。